# 乔迪·汉德利
乔迪·汉德利（英語：Jody Handley，1979年3月12日—），英国女子足球运动员，场上位置是前锋。她曾代表英格兰代表队参加2007年国际足联女子世界杯，结果队伍获得第七名。